# Cima del Lago Bianco
La Cima del Lago Bianco (3.518 m s.l.m. - Weißseespitze in tedesco) è una montagna delle Alpi Venoste nelle Alpi Retiche orientali. Si trova lungo la linea di confine tra l'Italia e l'Austria.

## Salita alla vetta
La montagna fu salita la prima volta nel 1870 da parte di Franz Senn, V. v. Mayrl. J. Wanderer e la guida I. Schöpf.
Dal versante italiano si può salire sulla montagna partendo da Melago, frazione di Curon Venosta e passando per il Rifugio Pio XI (2.560 m).
Dal versante austriaco la cima è raggiungibile partendo dal parcheggio degli impianti sciistici del Kaunertalergletscher, quindi percorrendo la Cresta Ovest, classificata F/F+, oppure per la più impegnativa parete Nord (AD-, Firn 45/55°, se le condizioni lo consentono).